# Ōshitsu Kyōshi Haine
Ōshitsu Kyōshi Haine (王室教師ハイネ lit. Heine, el tutor real?), también conocido como The Royal Tutor, es una serie de manga de comedia histórica escrita e ilustrada por Higasa Akai. Inició su serialización en la revista Gekkan GFantasy de la editorial Square Enix en noviembre de 2013 y hasta la fecha han sido compilados ocho volúmenes. El manga ha sido licenciado para su publicación en Estados Unidos por Yen Press en formato digital. Una adaptación a serie de anime comenzó a transmitirse en la cadena TV Tokyo entre el 4 de abril y 20 de junio de 2017. Ōshitsu Kyōshi Haine también ha sido adaptado a un musical compuesto por el mismo elenco del anime.

## Argumento
La historia sigue a Heine Wittgenstein, un hombre adulto que por su apariencia es constantemente confundido con un niño. Heine ha sido asignado al palacio real de Glanzreich por el rey para ser el tutor real de los cuatro príncipes menores: Kai, Bruno, Leonhard y Licht. Los príncipes serán entrenados para convertirse en respetables candidatos al trono. Sin embargo, el trabajo de Heine se verá dificultado por las conflictivas personalidades de cada uno de los jóvenes, quienes han causado que cada tutor previamente asignado haya decidido renunciar.

## Personajes

### Principales
Heine Wittgenstein (ハイネ・ヴィトゲンシュタイン Haine Witogenshutain?)
Voz por: Keisuke Ueda, Micah Solusod (inglés)
Es el tutor real asignado por el rey para supervisar la educación de sus hijos. Heine es un hombre adulto que por su apariencia y estatura es constantemente confundido por un niño pequeño. Sin embargo y, en claro contraste con su aspecto infantil, es una persona muy seria que no deja ver muchas emociones, aunque suele molestarse cuando alguien lo confunde con un niño. Ha demostrado tener una gran cantidad de talentos y es muy inteligente, a pesar de no haber asistido a ninguna universidad. No se conoce mucho acerca de su pasado, excepto que conoce al rey desde antes de llegar al palacio y que solía ser tutor en una iglesia (todavía lo es). También fue acusado de ser un criminal, que resulta ser una acusación falsa.
Kai von Glanzreich (カイ・フォン・グランツライヒ Kai Fon Gurantsuraihi?)
Voz por: Yūya Asato, Daman Mills (inglés)
El segundo príncipe de Glanzreich, de 17 años de edad. Tiene reputación de ser alguien frío, distante y atemorizante, además de rumorearse que fue expulsado de la academia militar por meterse en peleas. Sin embargo, más adelante se revela que fue suspendido porque golpeó a un estudiante que intimidaba y golpeaba a su hermano menor, Bruno. En realidad, Kai es un joven de buen corazón y con un gusto por las cosas suaves, pero es terriblemente malo en expresarse y tampoco sabe interactuar con los demás. Le agrada Heine porque este fue el primer tutor que habló con él y porque lo considera como una "linda y adorable mascota". Es tomado por todos como alguien aterrador debido a que también tiene problemas de habla y a menudo parece que está mirando con ojos intimidantes. 
Bruno von Glanzreich (ブルーノ・フォン・グランツライヒ Burūno Fon Gurantsuraihi?)
Voz por: Yūto Adachi, Christopher Wehkamp (inglés)
El tercer príncipe, de 16 años de edad. Considerado un niño prodigio, rechaza a Heine al creer que este no tiene la suficiente capacidad académica y asumir que no hay nada que pudiera enseñarle. Sin embargo, su actitud hacia su tutor cambia cuando es vencido por Heine en varios retos, incluyendo en ajedrez y matemáticas. Tras esto, Bruno comienza a idolatrar a Heine y lo llama "maestro", para gran pesar de Heine, quien insiste en que lo llame "sensei". En los últimos capítulos del manga, deja el palacio para viajar al país de su admirado profesor.
Leonhard von Glanzreich (レオンハルト・フォン・グランツライヒ Reonharuto Fon Gurantsuraihi?)
Voz por: Daisuke Hirose, Alejandro Saab (inglés)
El cuarto príncipe, de 15 años de edad. Se considera a sí mismo como la persona más hermosa del continente; es atlético pero no muy inteligente, un hecho sobre cual que es muy consciente. Detrás de su actitud altiva se esconde una persona muy infantil, propensa a enfurruñarse y a huir de sus problemas. Guarda un intenso odio hacia los profesores al haber sido maltratado por estos en el pasado al ser un alumno lento, aunque esto comienza a cambiar debido a la influencia de Heine. Admira a su hermano mayor, Bruno. A pesar de no ser demasiado inteligente, su manera simplista de pensar ayuda a crear soluciones para ciertos problemas. Tiene una actitud tsundere y le gusta ser alabado.
Licht von Glanzreich (リヒト・フォン・グランツライヒ Rikuto Fon Gurantsuraihi?)
Voz por: Shōta Aoi, Stephen Sanders (inglés)
El quinto y último príncipe, de 14 años de edad. Es un muchacho muy animado y usualmente está rodeado de bellas mujeres. Tiene una tendencia a escabullirse a la ciudad, donde trabaja de forma secreta como camarero en un café. Es, sorprendentemente, un joven perspicaz y serio a pesar de su imagen de donjuán. Sus sentimientos sobre ser rey son casi nulos, y desea una vida independiente y normal con su trabajo de camarero.

### Secundarios
Viktor von Glanzreich (ヴィクトール・フォン・グランツライヒ Vikutōru Fon Gurantsuraihi?)
Voz por: Toshiyuki Morikawa David Wald (inglés)
Es el actual rey de Glanzreich y padre de los cinco príncipes. Ascendió al trono a una edad temprana y es conocido por su gran sabiduría. Es un padre amoroso y ama a todos sus hijos por igual, emocionándose cuando los ve después de pasar un largo tiempo lejos.
Adele von Glanzreich (アデル・フォン・グランツライヒ Aderu Fon Gurantsuraihi?)
Voz por: Michi Matsui, Jad Saxton (inglés)
La hija menor de la familia Glanzreich y la única princesa. Adele es una niña alegre y juguetona de tres años de edad que disfruta pintar y jugar con el perro real, Shadow. Está comprometida con un príncipe extranjero.
Eins von Glanzreich (アインス・フォン・グランツライヒ Ainsu Fon Gurantsuraihi?)
Voz por: Daisuke Ono, J. Michael Tatum (inglés)
El príncipe mayor, de 23 años. Es un príncipe inteligente y habilidoso, siendo el favorito desde pequeño para suceder al trono. Sin embargo, Viktor considera que no es apto para el trono debido a razones aún no reveladas.
Maria von Granzreich (マリア・フォン・グランツライヒ Maria Fon Gurantsuraihi?)
Voz por: Kazuko Sugiyama, Linda Leonard (inglés)
Es la madre de Viktor y abuela de todos los príncipes. Suele mostrarse amorosa con sus nietos, aunque de acuerdo con Heine, tiene el típico "amor ciego de abuela", lo que provoca que solo vea sus cualidades buenas e ignore las malas.

### Otros
Maximilian Rosenberg (マクシミリアン・フォン・ローゼンバーグ Makushimirion Fon Rozenberugu?)
Voz por: Shin'nosuke Tachibana, Dallas Reid (inglés)
Es uno de los guardias del palacio, proveniente de una familia adinerada. Tiene una actitud alegre y es conocido como el mejor tirador entre los guardias. Es el primo de Ernst Rosenberg
Ludwig Steiner (ルートヴィヒ・シュタイナー Rūtowiku Shutainā?)
Voz por: Daisuke Namikawa, Jarrod Greene (inglés)
Es otro de los guardias del palacio, proveniente de una familia plebeya. Tiene una actitud más seria en comparación con Maximilian.
Ernst Rosenberg (エルンスト・フォン・ローゼンベルグ Erunsuto Fon Rozenberugu?)
Voz por: Takuya Eguchi, Joel McDonald (inglés)
Un conde que también es el mayordomo principal del príncipe mayor, Eins. Ha estado detrás de muchos de los obstáculos que se interponen entre los cuatro príncipes y sus caminos hacia el trono, siendo quien le cuenta al rey el trabajo secreto de Licht como camarero, y quien presentó a Bruno al profesor que admiraba con la esperanza de que se marchará a estudiar en el extranjero, en el país del profesor. Su primo es Maximilian.

## Media

### Manga
El manga tiene como autor e ilustrador a Higasa Akai. Debutó en la edición de diciembre de 2013 de la revista Monthly G Fantasy de la compañía editorial Square Enix, la cual ha publicado 8 volúmenes. Ha sido licenciado para su publicación en Estados Unidos por Yen Press, cuya publicación inició en 2015 con capítulos mensuales publicados en formato digital.

#### Lista de volúmenes
| N.º | Título      | Fecha de lanzamiento    | ISBN original          |
| --- | ----------- | ----------------------- | ---------------------- |
| 1   | «Volumen 1» | 27 de junio de 2014     | ISBN 978-4-7575-4345-4 |
| 2   | «Volumen 2» | 27 de agosto de 2014    | ISBN 978-4-7575-4404-8 |
| 3   | «Volumen 3» | 27 de febrero de 2015   | ISBN 978-4-7575-4575-5 |
| 4   | «Volumen 4» | 27 de julio de 2015     | ISBN 978-4-7575-4703-2 |
| 5   | «Volumen 5» | 21 de noviembre de 2015 | ISBN 978-4-7575-4817-6 |
| 6   | «Volumen 6» | 27 de abril de 2016     | ISBN 978-4-7575-4968-5 |
| 7   | «Volumen 7» | 27 de octubre de 2016   | ISBN 978-4-7575-5142-8 |
| 8   | «Volumen 8» | 27 de marzo de 2017     | ISBN 978-4-7575-5300-2 |

### Anime
Una adaptación a serie de anime inició en abril de 2017 a través del canal TV Tokyo. Funimation ha licenciado la serie para su lanzamiento en Estados Unidos, mientras Crunchyroll lo transmitió de manera simultánea con Japón.

#### Lista de episodios
| #  | Título                                                                             | Estreno             |
| -- | ---------------------------------------------------------------------------------- | ------------------- |
| 1  | «El tutor real arriba» «Ōshitsu Kyōshi, Kuru» (王室教師、来る)                     | 4 de abril de 2017  |
| 2  | «La entrevista con los príncipes» «Ōji Mendan» (王子面談)                          | 11 de abril de 2017 |
| 3  | «No tienen que aceptarme» «Mitomenakute mo īnode» (認めなくてもいいので)           | 18 de abril de 2017 |
| 4  | «Los príncipes van a la ciudad» «Ōji, Machi e Iku» (王子、街行く)                  | 25 de abril de 2017 |
| 5  | «La mejor de las pruebas» «Saidai no Shiren, shūrai» (最大の試練、襲来)            | 2 de mayo de 2017   |
| 6  | «En el café Mitter Mayer» «Kafe mittā maiyā nite» (カフェ・ミッター・マイヤーにて) | 9 de mayo de 2017   |
| 7  | «El paradero de un sueño» «Yume no Arika» (夢の在処)                               | 16 de mayo de 2017  |
| 8  | «Un corazón tímido» «Okubyōna Kokoro» (臆病な心)                                   | 23 de mayo de 2017  |
| 9  | «El precio del pasado» «Kako no Daishō» (過去の代償)                               | 30 de mayo de 2017  |
| 10 | «El profesor que no conozco» «Boku no Shiranai Sensei» (僕の知らない先生)          | 6 de junio de 2017  |
| 11 | «La promesa de los dos» «Futari no Yakusoku» (二人の約束)                          | 13 de junio de 2017 |
| 12 | «La última lección» «Saigo no Jugyō» (最後の授業)                                  | 20 de junio de 2017 |